# Tennis aux Jeux asiatiques de 2006
Les compétitions de tennis aux Jeux asiatiques de 2006 se déroulent du 2 au 14 décembre 2006 au Khalifa International Tennis and Squash Complex, à Doha, au Qatar. Deux disciplines sont au programme : le tennis avec sept épreuves (trois féminines, trois masculines et une mixte) et le soft tennis avec sept épreuves également (trois féminines, trois masculines et une mixte). 

## Tableau des médailles
| Tennis   | Tennis et soft tennis aux Jeux asiatiques de 2006 | Tennis et soft tennis aux Jeux asiatiques de 2006 | Tennis et soft tennis aux Jeux asiatiques de 2006 | Tennis et soft tennis aux Jeux asiatiques de 2006 | Tennis et soft tennis aux Jeux asiatiques de 2006 |
| Position | Pays                                              | Or                                                | Argent                                            | Bronze                                            | Total                                             |
| Position | Pays                                              |                                                   |                                                   |                                                   | Total                                             |
| 1        | Taipei chinois                                    | 4                                                 | 2                                                 | 3                                                 | 9                                                 |
| 2        | Corée du Sud                                      | 3                                                 | 3                                                 | 4                                                 | 10                                                |
| 3        | Japon                                             | 2                                                 | 5                                                 | 7                                                 | 14                                                |
| 4        | Inde                                              | 2                                                 | 2                                                 | 0                                                 | 4                                                 |
| 5        | Chine                                             | 2                                                 | 1                                                 | 3                                                 | 6                                                 |
| 6        | Thaïlande                                         | 1                                                 | 1                                                 | 1                                                 | 3                                                 |
| 7        | Philippines                                       | 0                                                 | 0                                                 | 2                                                 | 2                                                 |
| 8        | Ouzbékistan                                       | 0                                                 | 0                                                 | 1                                                 | 1                                                 |

## Tennis

### Tableau des médailles
| Tennis   | Tennis aux Jeux asiatiques de 2006 | Tennis aux Jeux asiatiques de 2006 | Tennis aux Jeux asiatiques de 2006 | Tennis aux Jeux asiatiques de 2006 | Tennis aux Jeux asiatiques de 2006 |
| Position | Pays                               | Or                                 | Argent                             | Bronze                             | Total                              |
| Position | Pays                               |                                    |                                    |                                    | Total                              |
| 1        | Inde                               | 2                                  | 2                                  | 0                                  | 4                                  |
| 2        | Chine                              | 2                                  | 0                                  | 3                                  | 5                                  |
| 3        | Taipei chinois                     | 1                                  | 1                                  | 2                                  | 4                                  |
| 4        | Corée du Sud                       | 1                                  | 1                                  | 1                                  | 3                                  |
| 4        | Thaïlande                          | 1                                  | 1                                  | 1                                  | 3                                  |
| 6        | Japon                              | 0                                  | 2                                  | 4                                  | 6                                  |
| 7        | Philippines                        | 0                                  | 0                                  | 2                                  | 2                                  |
| 8        | Ouzbékistan                        | 0                                  | 0                                  | 1                                  | 1                                  |

### Femmes

#### Simple
| Médaille | Nom           | Pays  |
| -------- | ------------- | ----- |
|          | Zheng Jie     | Chine |
| Argent   | Sania Mirza   | Inde  |
| Bronze   | Li Na         | Chine |
| Bronze   | Aiko Nakamura | Japon |

#### Double
| Médaille | Nom                            | Pays           |
| -------- | ------------------------------ | -------------- |
|          | Yan Zi Zheng Jie               | Chine          |
| Argent   | Chan Yung Jan Chuang Chia Jung | Taipei chinois |
| Bronze   | Li Ting Sun Tiantian           | Chine          |
| Bronze   | Ryoko Fuda Tomoko Yonemura     | Japon          |

#### Par équipes
| Médaille | Nom                                                                           | Pays           |
| -------- | ----------------------------------------------------------------------------- | -------------- |
|          | Chan Chin Wei Chan Yung Jan Chuang Chia Jung Hsieh Su Wei                     | Taipei chinois |
| Argent   | Ankita Bhambri Isha Lakhani Sania Mirza Shikha Uberoi                         | Inde           |
| Bronze   | Ryoko Fuda Akiko Morigami Aiko Nakamura Tomoko Yonemura                       | Japon          |
| Bronze   | Akgul Amanmuradova Albina Khabibulina Dilyara Saidkhodjaeva Iroda Tulyaganova | Ouzbékistan    |

### Hommes

#### Simple
| Médaille | Nom             | Pays         |
| -------- | --------------- | ------------ |
|          | Danai Udomchoke | Thaïlande    |
| Argent   | Lee Hyung Taik  | Corée du Sud |
| Bronze   | Go Soeda        | Japon        |
| Bronze   | Cecil Mamiit    | Philippines  |

#### Double
| Médaille | Nom                                   | Pays         |
| -------- | ------------------------------------- | ------------ |
|          | Mahesh Bhupathi Leander Paes          | Inde         |
| Argent   | Sanchai Ratiwatana Sonchat Ratiwatana | Thaïlande    |
| Bronze   | Jun Woong-sun Kim Sun Young           | Corée du Sud |
| Bronze   | Cecil Mamiit Frederick Taino          | Philippines  |

#### Par équipes
| Médaille | Nom                                                                       | Pays           |
| -------- | ------------------------------------------------------------------------- | -------------- |
|          | An Jae-sung Chung Hee-seok Jun Woong-sun Lee Hyung-taik                   | Corée du Sud   |
| Argent   | Satoshi Iwabuchi Toshihide Matsui Go Soeda Takao Suzuki                   | Japon          |
| Bronze   | Sanchai Ratiwatana Sonchat Ratiwatana Paradorn Srichaphan Danai Udomchoke | Thaïlande      |
| Bronze   | Chen Ti Lu Yen-hsun Wang Yeu Tzuoo Yi Chu Huan                            | Taipei chinois |

### Mixte

#### Double
| Médaille | Nom                             | Pays           |
| -------- | ------------------------------- | -------------- |
|          | Sania Mirza Leander Paes        | Inde           |
| Argent   | Akiko Morigami Satoshi Iwabuchi | Japon          |
| Bronze   | Sun Tiantian Yu Xinyuan         | Chine          |
| Bronze   | Hsieh Su Wei Lu Yen-hsun        | Taipei chinois |

## Soft tennis

### Tableau des médailles
|          | Soft tennis aux Jeux asiatiques de 2006 |    |        |        |       |
| Position | Pays                                    | Or | Argent | Bronze | Total |
| Position | Pays                                    |    |        |        | Total |
| 1        | Taipei chinois                          | 3  | 1      | 1      | 5     |
| 2        | Japon                                   | 2  | 3      | 3      | 8     |
| 3        | Corée du Sud                            | 2  | 2      | 3      | 7     |
| 4        | Chine                                   | 0  | 1      | 0      | 1     |

### Femmes

#### Simple
| Médaille | Nom            | Pays           |
| -------- | -------------- | -------------- |
|          | Chiang Wan Chi | Taipei chinois |
| Argent   | Jiang Ting     | Chine          |
| Bronze   | Miwa Tsuji     | Japon          |

- La Sud-coréenne Kim Ji Eun a dû déclarer forfait pour le match pour la médaille de bronze en raison d'une blessure. La Japonaise Miwa Tsuji a donc remporté la médaille.

#### Double
| Médaille | Nom                           | Pays         |
| -------- | ----------------------------- | ------------ |
|          | Harumi Gyokusen Ayumi Ueshima | Japon        |
| Argent   | Hiromi Hamanaka Miwa Tsuji    | Japon        |
| Bronze   | Kim Kyung Ryun Lee Kyung Pyo  | Corée du Sud |

#### Par équipes
| Médaille | Nom                                                                 | Pays           |
| -------- | ------------------------------------------------------------------- | -------------- |
|          | Kim Kyung Ryun Lee Kyung Pyo Lee Bok Soon Min Soo Kyoung Kim Ji Eun | Corée du Sud   |
| Argent   | Ayumi Ueshima Harumi Gyokusen Eri Uehara Miwa Tsuji Hiromi Hamanaka | Japon          |
| Bronze   | Lan Yi Yun Chou Chiu Ping Fang Yen Ling Chiang Wan Chi Yang Hui Ju  | Taipei chinois |

### Hommes

#### Simple
| Médaille | Nom                | Pays           |
| -------- | ------------------ | -------------- |
|          | Wang Chun Yen      | Taipei chinois |
| Argent   | Hidenori Shinohara | Japon          |
| Bronze   | Nam Teak Ho        | Corée du Sud   |

#### Double
| Médaille | Nom                             | Pays           |
| -------- | ------------------------------- | -------------- |
|          | Li Chia Hung Yang Sheng Fa      | Taipei chinois |
| Argent   | Kim Jae Bok You Young Dong      | Corée du Sud   |
| Bronze   | Shigeo Nakahori Tsuneo Takagawa | Japon          |

#### Par équipes
| Médaille | Nom                                                                              | Pays           |
| -------- | -------------------------------------------------------------------------------- | -------------- |
|          | Shigeo Nakahori Naoya Hanada Tatsuro Kawamura Tsuneo Takagawa Hidenori Shinohara | Japon          |
| Argent   | Wang Chun Yen Lin Shun Wu Li Chia Hung Yeh Chia Lin Yang Sheng Fa                | Taipei chinois |
| Bronze   | Jong Young Pal We Hyu Hwan Kim Jae Bok Nam Teak Ho You Young Dong                | Corée du Sud   |

- L'équipe masculine des Maldives a été contrainte de déclarer forfait pour les matchs l'opposant à l'équipe des Philippines en vue des places de 5e à 8e, n'ayant pu arriver à l'heure prévue au stade à cause de la circulation dense des rues de Doha.

### Mixte

#### Double
| Médaille | Nom                             | Pays         |
| -------- | ------------------------------- | ------------ |
|          | We Hyu Hwan Kim Ji Eun          | Corée du Sud |
| Argent   | You Young Dong Kim Kyung Ryun   | Corée du Sud |
| Bronze   | Tsuneo Takagawa Harumi Gyokusen | Japon        |